# Museo de Basora
El Museo de Basora (en árabe: متحف البصرة‎) es un museo en la ciudad iraquí de Basora, ubicado en un ex palacio de Sadam Huseín. Su colección está relacionada con las civilizaciones mesopotamicas, babilonias, y persas, así como la historia de la ciudad de Basora. El museo realizó su inauguración pública en marzo de 2019. El proyecto comenzó con la cooperación de la Junta Estatal de Patrimonio y de Antigüedades, junto a su director Qahtan Al Abeed y el Ministerio de Cultura, además del soporte de la organización "Friends of Basrah Museum".

## Historia
El primer Museo de Basora fue cerrado en 1991, ya que fue parte de los nueve museos saqueados por la oposición de Sadam Huseín en el marco del final de la primera Guerra del Golfo.
El Museo de Basora reabrió su primera galería en septiembre de 2016. La organización Friends of the Basrah Museum recaudó fondos para la instalación de la primera galería. El Consejo Británico apoyó a la financiación del nuevo Museo de Basora. El Museo Británico localizado en Londres también fue una de las organizaciones qué apoyaron el proyecto en sus inicios en 2010.
El museo oficialmente abrió sus puertas al público en marzo de 2019 con tres galerías nuevas: Babilonia, Sumería y Asiria. Miles de artefactos que datan de hasta 6,000 a. C. tras los esfuerzos del Museo Nacional de Irak y el Museo de Basora. Estos incluyen artefactos del museo original saqueado en 1991 que actualmente se exhiben en la Galería Basrah. Las cuatro galerías del museo están acompañadas de placas informativas en inglés y árabe.

## Exhibiciones
El museo alberga 440 artefactos repartido en cuatro galerías.
- Galería Sumeria: se encuentra al noroeste del palacio, abarca un área de 378 m². Contiene una exposición de colecciones sumerias de diferentes épocas.
- Galería Basora: se encuentra al noreste del palacio, abarca un área de 378 m². Muestra objetos de diferentes períodos históricos de la ciudad de Basora.
- Galería Babilonia: se encuentra al norte del palacio, entre la Galería Sumeria y la Galería Basora, abarca un área de 111 m². Muestra colecciones que datan de la era babilónica.
- Galería Asiria: está ubicado en el lado suroeste del palacio, abarca un área de 106 m². Muestra objetos que datan de la era asiria.

Además, el museo cuenta con una sala central, que conecta con las galerías. Esta sala también contiene exposiciones de fotografías y carteles sobre la historia, el folclor y el patrimonio de Basora.